# Université réformée Gáspár-Károli
L'université réformée Gáspár-Károli (hongrois : Károli Gáspár Református Egyetem, prononcé [ˈkaːɾoji ˈgaːʃpaːɾ ˈɾɛfoɾmaːtuʃ ˈɛɟɛtɛm], KRE) est l'une des universités de Budapest, fondée en 1855 à l'Église de Kálvin tér à Budapest par Gábor Báthory. Elle est l'héritière de l'Académie de théologie de Budapest (Budapesti Theológiai Akadémia) (1855-1993). Elle prend le rang d'université en 1993 sous la dénomination actuelle.